# Centaurea cyanomorpha
Centaurea cyanomorpha — вид квіткових рослин айстрових (Asteraceae). Ендемік Болгарії.